# Selliguea albidosquamata
Selliguea albidosquamata är en stensöteväxtart som först beskrevs av Bl., och fick sitt nu gällande namn av Barbara S. Parris. Selliguea albidosquamata ingår i släktet Selliguea och familjen Polypodiaceae. Inga underarter finns listade.